# 숭의야구장
숭의야구장(崇義野球場 Sungui Baseball Stadium)은 대한민국 인천광역시 중구 도원동 숭의종합경기장 내에 있던 야구장이다. 도원동에 있다 하여 도원야구장이라 불리기도 했고, 2002년 인천문학경기장 야구장이 개장하기 전까지는 인천 시내의 유일한 야구 경기장이어서 인천야구장(줄여서 인천구장)이라 불리기도 했다. 1934년에 개장해 74년 만인 2008년 9월에 철거되었다.

## 규모
그라운드 규모는 좌우 91m, 중간 110m로 대한민국의 야구장 중 가장 작은 크기로 지어졌다. 외야 펜스도 1.5m의 콘크리트 펜스 위에 보조 철망을 설치해 높이를 조절했다. 이는 좌우가 좁은 숭의야구장의 규모적 단점을 극복하기 위한 대책이었다.
특히 1989년 태평양 돌핀스 시절 김성근 감독이 부임했을 때는 홈런의 숫자를 줄이고, 투수력을 강화하기 위해 외야 펜스 전체 높이를 무려 7m로 높이기까지 했다. (김성근 감독은 1996년 쌍방울 레이더스 감독으로 부임했을 때도 전주야구장의 규모적 단점을 해결하기 위해 외야 펜스 높이를 5.8m로 높였다.)
그러나 1991년 박영길 감독이 부임한 후 펜스 높이를 5m로 낮추었다. 1996년 현대 유니콘스가 창단되고 김재박 감독이 부임한 뒤, 공격 야구를 선보이기 위해 다시 외야 펜스를 3.5m로 낮췄다.

## 역사
1934년에 최초로 야구장 시설을 갖춰 개장하였으며, 1964년에 현대식 시설로 재건립된 숭의야구장은 개장 초창기에는 고교 야구 경기용으로 사용되었다. 1982년 세계 야구 선수권 대회 때는 서울종합운동장 야구장의 보조 구장으로 사용되었다. KBO 리그가 시작된 1982년부터는 삼미 슈퍼스타즈, 청보 핀토스, 태평양 돌핀스, 현대 유니콘스, SK 와이번스의 메인 홈 구장 역할을 해왔다.
개장 이후 천연잔디 구장으로 운영해오던 숭의야구장은 1996년 현대 유니콘스가 인천을 연고로 창단했을 때, 인조잔디(외야에만 깔림) 구장으로 변신했다. 아울러, 1997년에는 내야 그라운드의 일반 흙을 검은색 화산재 흙으로 교체하고, 전국 최악의 수준이라는 오명을 받았던 배수시설도 보수했다. 또한 외야 전광판에 3색 LED 멀티비전을 탑재하여 동영상과 애니메이션 상영이 가능하게 됐다.
2002년에 인천SK행복드림구장이 개장하면서, 이곳을 홈 구장으로 하고 있었던 SK 와이번스는 2001년을 끝으로 숭의야구장을 떠나 인천SK행복드림구장으로 홈 구장을 이전하였다.
다만, 2002년 6월 5일부터 6월 9일까지는 2002년 FIFA 월드컵 축구 일정과 맞물려 숭의야구장을 홈구장으로 썼는데 6월 5일부터 6월 6일은 롯데 자이언츠, 6월 7일부터 6월 9일까지는 현대 유니콘스와 맞붙었다.
이후 2003년부터 미추홀기 전국고교야구대회가 열리게 되어, 이곳을 주 경기장으로 사용해왔다. 기존 SK 와이번스 2군 홈구장이었던 SK 드림파크(남구 용현동 옛 SK 인천물류센터 내)가 일대 재개발로 철거됨에 따라 2006년부터 SK 와이번스 2군도 이 곳을 주 경기장으로 사용했다. 그러나 인천광역시의 숭의운동장 도시재생사업(숭의아레나파크)으로 인해 2008년 9월부터 철거 작업이 진행되어, 현재 야구장 부지는 K리그 클래식 팀 인천 유나이티드 FC의 새로운 홈 구장인 인천축구전용경기장이 건립되었다.

## 같이 보기
- 인천축구전용경기장